# 추억의 음악창고 (전북주말)
김선혜의 주말 추억의 음악창고는 TBN 전북교통방송(전주 FM 102.5, 장수 FM 106.1MHz)에서 주말 밤 8시부터 9시 55분까지 방송하는 음악 프로그램이다.

## 프로그램 소개
- 휴일 시간대 청취자와 함께 편안함과 잔잔한 감동을 가져보는 시간

## 요일 코너

### 토요일
- 살만한 세상, 따뜻한 이야기 : 인터넷이나 뉴스에 전해지는 우리 이웃간의 훈훈한 미담과 이에

### 일요일
- TBN교통상식 : 청취자들에게 기존 교통법규를 알려주고 변경된 교통법규 정보 전달